# Långviken, Piteå kommun
Långviken eller Långvik är en by i Piteå kommun i Norrbottens län, belägen vid en vik av Bottenviken mellan Piteå och Luleå, öster om Rosvik. Platsen är mest känd för Långviks glasbruk som var i drift här mellan 1798 och 1879 och under sin storhetstid var ett av Sveriges största glasbruk.
Idag finns ruinen av glasbruket här samt en småbåtshamn och villa- och fritidshusbebyggelse.